# Dicranopteris ampla
Dicranopteris ampla är en ormbunkeart som beskrevs av Ren-Chang Ching, Amp; P. S. Chiu och Wang. Dicranopteris ampla ingår i släktet Dicranopteris och familjen Gleicheniaceae. Inga underarter finns listade.